# Agrypnus scrofa
Agrypnus scrofa is een keversoort uit de familie kniptorren (Elateridae). De wetenschappelijke naam van de soort is voor het eerst geldig gepubliceerd in 1873 door Candèze.